# ミッキー・ロジャース
ミッキー・ロジャース (Mickey Rogers) は、SNKの対戦型格闘ゲーム『龍虎の拳』シリーズに登場する架空の人物。

## キャラクター設定
黒人のボクサー。幼い頃から貧しい生活を送っており、力さえあれば困窮生活から抜け出せると考えた結果、アメリカン・ドリームを求めてボクシングに打ち込み、いつの日か世界チャンプになるという夢を抱いて訓練を積んでいた。しかし、コーチを名乗る男に大金を持ち逃げされてしまい、それでもその3年後にアマチュアボクシングを制覇するも、その夜にチンピラとトラブルを起こした末に相手を半殺しにしたことでプロへの道を絶たれてしまう。
自暴自棄になったミッキーは、ジョン・クローリー（およびMr.ビッグ）の武器密輸・横流しの仕事に加担して金を手に入れるという日々を送るようになり、その仕事をしていた頃には黙っていても大金が転がり込んできていた事から、ボクシングのチャンプになるという夢はもはや捨てたと思い込んでいた。
『龍虎の拳2』（以下『龍虎2』と表記）では、ほどなくして武器密輸の仕事が露見した事であぶれるが、逆にそれが切っ掛けになってか、かつての夢を捨てきれずにいた事を悟り、格闘大会「キング・オブ・ザ・ファイターズ」にて優勝すれば再び格闘技の頂点に立つことができると信じたミッキーは参加を決意するに至る。この闘いが夢を実現させる最後の好機としており、エンディングでは「試合が回ってきた」という知らせを受けて、「鮮烈なるカムバックを決めてみせる」と宣言している。
初登場となる『龍虎の拳』（以下初代『龍虎』と表記）ではドレッドヘアーにして赤のスパッツを履いていたが、『龍虎2』では角刈りにして赤のボクサーパンツを履いている。
弟がおり、兄であるミッキーのことを見ている。彼が諦めなかったからこそ、もう1度夢を見る気になったとミッキーは語っている。
初代『龍虎』のストーリーモードの対戦前のデモではリョウ・サカザキ（あるいはロバート・ガルシア）を警察関係者だと思い込む程、他人を警戒していた。『龍虎2』では対戦前デモでほとんどの相手に対して見下した態度を取っている。その一方でCPU戦時のリー・パイロン、キング、Mr.ビッグはミッキーを「アマチュア」と揶揄している。
『餓狼伝説スペシャル』のリョウ・サカザキのステージ背景に初代『龍虎』の頃の風貌で登場し、画面左側の松の木の上で挑発ポーズを決めている。『THE KING OF FIGHTERS '94』のメキシコステージ背景では『龍虎2』の頃の風貌で登場し、画面左側で挑発ポーズを決めている。

## 他のメディアでのミッキー
アニメ『バトルスピリッツ 龍虎の拳』には未登場。
天獅子悦也の漫画『龍虎の拳』と同『2』には敵役の1人として登場。
鷹岬諒の漫画『ザ・キング・オブ・ファイターズ94外伝』にも登場。ボクシング界へのカムバックを果たし、ライト・ヘビー級のNWBFタイトル奪取に成功（ただし、キング曰く「マイナー団体のローカル・タイトル」）しており、その記念パーティーにユリ・サカザキやキングといった女性格闘家チームの面々を招待している。無論、現在の立場に満足してはおらず、統一世界チャンプを目指す事をマスコミに宣言している。同じボクサーであるアメリカンスポーツチームのヘビィ・D!についても知っており、「最強のヘビィ級ボクサーで、本来ならばとっくの昔にチャンプになっていたはずの男」と評している。しかし、同時に彼がかつての試合中にWBC世界第三位の実力を持っていた相手ボクサーを殺してしまった逸話も知っていて、それが原因で統一世界チャンプでさえも恐れて試合を組もうとしない事実から、ユリ達にヘビィ・D!達と戦う第二回戦を棄権するよう警告している。

## ゲーム上の特徴
初代『龍虎』では、第5ステージで登場。初代『龍虎』ではリョウとロバート以外の登場キャラクターが使用できるのは対人戦のみであった。ミッキーは『龍虎2』にて、（藤堂竜白を除いた）他のキャラクターと同様に操作キャラクターとして再登場を果たす。
ミッキーの格闘スタイルはボクシングであるため、蹴り技は使用しない。そのためキックボタンを押してもパンチ攻撃が出るが、パンチボタンで出る攻撃とは性能が異なる。また、ミッキーはMr.ビッグと同じく、三角跳びができないという特徴がある（これは『龍虎2』も同様）。ジャンプは遅くも速くもなく、ジャンプ攻撃の判定もそれほど強力ではないため、自分から飛び込んで連続技を決めにいくことは不向き。ミッキーは必殺技が、わけても飛び道具の性能が高く、攻撃判定が大きい「バーニングアッパー」と立ちガード不能の「ローリングアッパー」は、ミッキーを支える存在である。初代『龍虎』では、これらは2つとも発生は遅いが、1度出てしまえば相手を威圧するのに十分な効果が発揮される。飛び道具以外では、特殊攻撃ボタンを押しながらパンチorキックボタンを押すことで出るアッパーカットが強く、威力・判定ともに優れていた。
『龍虎2』では、2つの飛び道具の発生が速くなり、新たに追加された超必殺技の飛び道具「プラネットゲイル」は、『龍虎』の登場キャラクターの飛び道具の中でも群を抜いて性能が高い。通常投げの「つかみボディブロー」は受け身を取られることがないため、常に安定したダメージを与えることが可能な点が優れており、非常に強力。ミッキーは如月影二と同じく、気力が減ると必殺技の性能が大きく低下するため、気力に依存する闘いをすることになる。それゆえに気力の量に左右されやすく、常に残量に注意していないと形勢が不利になる。通常技を使い分け、高性能な飛び道具をいかに当てていくかが重要となる。

## 技の解説

### 通常技
龍虎の拳2
| 操作       | 立ち（近距離）     | 立ち（遠距離）     | しゃがみ             | 垂直ジャンプ               | 前方ジャンプ               | 後方ジャンプ               |
| ---------- | ------------------ | ------------------ | -------------------- | -------------------------- | -------------------------- | -------------------------- |
| 弱パンチ   | 左ストレート       | 左ストレート       | しゃがみ左ジャブ     | 跳び右ローストレート       | 跳び右ローストレート       | 跳び右ローストレート       |
| 強パンチ   | 左フック           | 左ストレート（強） | ダウンアッパー       | 跳び右ローストレート（強） | 跳び右ローストレート（強） | 跳び右ローストレート（強） |
| 弱キック   | 右ストレート       | 右ストレート       | しゃがみ右ストレート | 跳び左ローストレート       | 跳び左ローストレート       | 跳び左ローストレート       |
| 強キック   | 右フック           | 右ストレート（強） | しゃがみ右ストレート | 跳び左ローストレート（強） | 跳び左ローストレート（強） | 跳び左ローストレート（強） |
| アッパー   | 左アッパー         | 左アッパー         |                      |                            |                            |                            |
| ローキック | ローストレート     | ローストレート     |                      |                            |                            |                            |
| 投げ       | つかみボディブロー |                    |                      |                            |                            |                            |

### 投げ技
つかみボディブロー
『龍虎2』にて追加された技。相手の体を掴んで腹部に7発の拳を叩き込む。食らった相手は吹き飛びダウンする。厳密に言えば掴み技なので、投げ受け身を取ることができない点が最大の長所。間合いもそれなりに広く、通常技の出かかりを吸い込むように投げてしまえることもある。
この技は腹部を殴っているにもかかわらず、相手の顔が腫れていく。ジョンとMr.ビッグのサングラスや影二の覆面は外れるが、リーの仮面は外れない。
対CPU戦では、相手の起き上がりに通常技をガードさせてから再びこの技を決めるのを繰り返せば、そのまま倒すことも可能。

### 特殊技
右フック / 左フック
初代『龍虎』で特殊攻撃ボタンを単独で押すと出る強攻撃。通常は「右フック」が出るが、パンチボタンを押した後で特殊攻撃ボタンを押すと「左フック」が出る。
スルーパンチ / ダッキングパンチ
初代『龍虎』でダッシュ中に出せる技。パンチボタンで「スルーパンチ」、キックボタンで「ダッキングパンチ」が出る。

### 必殺技
バーニングアッパー
大振りのアッパーカットを放ち、その腕から大きな三日月状の気弾を前方へ飛ばす。初代『龍虎』では飛行速度が速く、一度気弾が出てしまえば飛んで回避するのは至難の業であった。発生が遅いため、ある程度離れてから技を出さないと潰される危険が高い。
『龍虎2』では技の動作が全体的に速くなったが、気力が減るにつれて気弾の攻撃判定が小さくなり、気力が赤い状態で出すと気弾は発生してすぐに消滅する。
ローリングアッパー
地面を抉るようなアッパーカットを放ち、地面を高速で走っていく衝撃波を飛ばす。立ちガード不可だが、「バーニングアッパー」に比べて避けられやすい。
『龍虎2』では炎の帯を飛ばし、「バーニングアッパー」と同様に発生が速くなったほか、「バーニングアッパー」よりも隙が小さい。
チョッピングライト
『龍虎2』にて追加された技。片腕をぐるぐる回して勢いを付けてからストレートを放つ。相手がしゃがんでいると斜めに攻撃を放つ。
クレイジーアッパー
『龍虎2』にて追加された技。一瞬だけ屈んだ後に渦上の気に包まれたアッパーカットを上方へ放つ。ヒット効果は吹き飛びダウン。気力が赤い状態で出すと左アッパーが出るが、通常時よりもほんの僅かに威力が高い。
コンビネーション1
『龍虎2』にて追加されたミッキーの連続攻撃の1つ。左ストレートを2連発した後に右ストレートを出す。2発目と3発目の間に隙があるため、連続ヒットすることはない。
コンビネーション2
『龍虎2』にて追加されたミッキーの連続攻撃の1つ。左ストレート→右ストレート→左アッパーの順に攻撃を繰り出す。「コンビネーション1」と同じく、連続ヒットすることはない。これら2つの「コンビネーション」は、技の威力も動作速度も、気力の残量の影響を受けない。また、相手の体力を削る能力はない。

### 隠し必殺技・超必殺技
バーニングラッシュ
スーパーファミコン版『龍虎の拳』でのみ使用可能な隠し必殺技。気力充填の構えを取ってから前方へすばやく突進、拳による無数の打撃を浴びせてから一旦間合いを離し、ふらふらの状態になった相手に「バーニングアッパー」を叩き込んでとどめを刺す。
プラネットゲイル
『龍虎2』にて追加された超必殺技。体を横にずらしてから、左右の腕で交互にコークスクリューブローを放ち、渦上の衝撃波を飛ばす。最初の攻撃で1発、2度目の攻撃で1発、計2発の飛び道具である。地上であれば、1発目を食らっても2発目はガードでできる。空中の相手に対しては、状況次第で2発とも当てることが可能。
この技の長所は、動作の速さと、相手が出した超必殺技の飛び道具を相殺しつつこちらの2発目を当てることが可能であるという点（影二の「流影陣」には1発目を消されるが、直後の2発目がクリーンヒットする）。ジャンプで避けることも至難の業であり、『龍虎2』に登場する飛び道具の中でも屈指の性能を誇る。
ラッシュボンバー
『龍虎2』での隠し必殺技。気力充填の構えで気合を入れてから前方ダッシュし、触れた相手にフックとアッパーによる攻撃を交互に繰り返しながら、「チョッピングライト」で腕を振り回してとどめのストレートによる一撃を叩き込む。「チョッピングライト」中に振り回す腕が相手に当たることが稀にある。最初に構える時間は初代『龍虎』での「バーニングラッシュ」よりも短い代わりに攻撃時間がかなり長く、制限時間次第で、技が完全に終わる前に（相手にダメージを与える前に）時間切れとなる可能性がある。

## 担当声優
- マイケル・ビアード (Michael Beard)  - 『龍虎の拳』[2]
- 稲毛一弘 - 『龍虎の拳2』[3]